# Dražen Erdemović
 (mai 2020).
Si vous disposez d'ouvrages ou d'articles de référence ou si vous connaissez des sites web de qualité traitant du thème abordé ici, merci de compléter l'article en donnant les références utiles à sa vérifiabilité et en les liant à la section « Notes et références ».
Dražen Erdemović (né le 25 novembre 1971 à Tuzla, Bosnie-Herzégovine, RFS Yougoslavie) est un Croate qui a combattu dans l'Armée de la république serbe de Bosnie.
Croate de Bosnie, il a combattu avec l'armée croate dans la région de Vukovar avant de retourner en Bosnie. Après avoir été arrêté pour avoir fait le passeur contre argent à des Bosniens vers l'Albanie ou la Grèce, il rejoint l'armée de la république serbe de Bosnie et est affecté au 10e détachement de sabotage.

## Massacre de Srebrenica
En juillet 1995, Erdemović et son unité sont envoyés vers le village de Pilica dans la Municipalité de Zvornik. Après que l'armée de la RSK ait pris Srebrenica le 11 juillet, les Serbes commencèrent à envoyer les hommes et garçons bosniaques dans divers lieux, dont Pilica, pour qu'ils soient exécutés
. Erdemović et les hommes du 10e détachement de sabotage reçurent l'ordre du Général Ratko Mladić d'exécuter entre 1000 et 1200 Bosniaques. Les Bosniaques étaient regroupés dans une ferme et exécutés par groupes de 10. Dražen Erdemović se serait initialement opposé aux ordres, aurait donné son arme à d'autres ou aurait rejoint le groupe des personnes à exécuter. Il a personnellement estimé avoir tué 70 hommes ou garçons à Srebrenica. 
Après le massacre, Dražen retourne vers sa femme et ses enfants mais n'aurait pas pu supporter la culpabilité. Stanko Savanovic, un soldat du dixième détachement lui tire dessus pour l'empêcher de parler, le blessant gravement au torse mais sans le tuer.

## Procès
Erdemović se confesse à un reporter d'ABC et témoigne du massacre devant la caméra. Quelques jours plus tard, Erdemović est arrêté et est livré au Tribunal pénal international pour l'ex-Yougoslavie (TPIY). Il se défend en soutenant qu'il n'avait pas le choix et qu'il n'a fait qu'obéir aux ordres, argument jugé irrecevable. Le 29 novembre 1996, il est condamné à 10 ans d'emprisonnement pour crime contre l'humanité.
Il fait appel de ce jugement. Jugé une seconde fois, et à la suite d'un nouveau plaidoyer de culpabilité, il est condamné à 5 ans d'emprisonnement pour violation des lois ou coutumes de guerre. Après avoir purgé sa peine, il entre dans le programme de protection des témoins. Il est la seule personne du dixième détachement de sabotage à avoir été condamnée pour le massacre, toutes les autres sont encore recherchées. 